# Championnat de France de rink hockey 2020-2021
Vous lisez un « bon article » labellisé en 2021.
Navigation
Nationale 1 2019-2020 Nationale 1 2021-2022
Le championnat de France de Nationale 1 2020-2021 est une édition de la plus importante compétition de rink hockey en France, organisé sous l'égide de la fédération française de roller et skateboard. Le championnat est composé de douze équipes qui se rencontrent chacune deux fois, sous la forme de matchs aller-retour. Pour les équipes participantes, le championnat est entrecoupé par la coupe de France, ou par des compétitions internationales telles que la WS Europe Cup ou la Ligue européenne.
Le vainqueur de l'édition précédente est le SCRA Saint-Omer qui s'adjuge alors son neuvième titre qu'il n'avait pas remporté depuis la saison 2012-2013. Cette précédente saison a été raccourcie en raison de la pandémie de Covid-19, le championnat ayant été interrompu à l'issue de la 15e journée sur 22 prévues en 2020.
Le début du championnat 2020-2021, qui est prévu pour se dérouler du 26 septembre 2020 au 5 juin 2021, est fortement perturbé au point que la fédération française décide dix jours avant l'annonce en octobre du second confinement de suspendre temporairement le championnat d'octobre jusqu'à fin décembre 2020. Durant cette suspension, l'incertitude concernant la reprise de la compétition conduit certains joueurs à quitter la France à destination d'autres championnats européens dont le déroulement a été maintenu. La fin de saison est officiellement annoncée par un communiqué publié le 8 avril 2021 dans la presse.
Entre le 26 septembre et le 18 octobre 2020, quatre journées du championnat permettent de disputer 16 rencontres. À l’issue de la saison, aucun titre n'est décerné, aucun club de Nationale 1 n'est relégué en Nationale 2 et aucun club de Nationale 2 n'est promu en Nationale 1. De même, les clubs qualifiés pour les championnats européens pour la saison 2021-2022 sont les mêmes que ceux de la saison 2020-2021.

## Clubs engagés
| \| Nantes Le Poiré-sur-Vie Coutras Noisy-le-Grand La Roche-sur-Yon Lyon Mérignac Ploufragan Quévert Saint-Omer Ergué-Gabéric St-Brieuc \| Localisation des clubs engagés dans le championnat. |
| Nantes Le Poiré-sur-Vie Coutras Noisy-le-Grand La Roche-sur-Yon Lyon Mérignac Ploufragan Quévert Saint-Omer Ergué-Gabéric St-Brieuc                                                           |

Les dix premiers du championnat de Nationale 1 2019-2020 et les deux premières équipes du championnat de Nationale 2 de 2019-2020 participent à la compétition. Les deux dernières équipes de Nationale 1 de 2019-2020 sont reléguées en Nationale 2.
| Club                | Classement 2019-2020 | Entraîneur              | Salle                                                 |
| ------------------- | -------------------- | ----------------------- | ----------------------------------------------------- |
| SCRA Saint-Omer     | 1er                  | Fabien Savreux          | Salle du Brockus, Saint-Omer                          |
| LV La Roche-sur-Yon | 2e                   | Lucas Gaucher           | Salle de l'Angelmière, La Roche-sur-Yon               |
| HC Quévert          | 3e                   | Sergio Alexandro Burgoa | Salle Némée, Dinan                                    |
| US Coutras          | 4e                   | Vincent Menard          | Patinoire Milou Ducourtioux, Coutras                  |
| CS Noisy-le-Grand   | 5e                   | Jordi Exposito Rovira   | Gymnase des Yvris, Noisy-le-Grand                     |
| Poiré Roller        | 6e                   | Marc Salicru Moscoso    | Salle de la Montparière, Le Poiré-sur-Vie             |
| SPRS Ploufragan     | 7e                   | Jean-François Morin     | Salle Glénan, Ploufragan                              |
| Nantes ARH          | 8e                   | Morgann Macé            | Salle du Croissant, Nantes                            |
| SA Mérignac         | 9e                   | Stéphane Hérin          | Roller Stadium, Mérignac                              |
| RHC Lyon            | 10e                  | Kouokam Kamtchueng      | Halle de roller-skating de la Duchère, Lyon           |
| AL Ergué-Gabéric    | 1er Nationale 2      | Sébastien Cotten        | Salle Paul-Émile Victor au Croas Spern, Ergué-Gabéric |
| RAC Saint-Brieuc    | 2e Nationale 2       | Miquel Sánchez          | Complexe Sportif du Sépulcre, Plérin                  |

## Pré-saison

### Transferts
L'édition est marquée par l'intégration aux effectifs séniors de plusieurs joueurs issus de la formation des clubs : Antoine Thébaud est intégré au sein de l'équipe première de la Vendéenne, où il rejoint son frère Charles. Christopher Lozac’h découvre également le championnat pour la première fois en retrouvant son club formateur de Ploufragan après être passé par Quintin. Saint-Omer souhaite également intégrer Thibault Colin pour ses débuts en Élite et Quévert intègre Arthur Landrin. À l'opposé, certains joueurs quittent la Nationale 1, tels que Stanilas Vankammelbecke, après cinq années à La Vendéenne et Jocelyn Tanguy de Saint-Brieuc pour Créhen qui évolue en seconde division. Mais Saint-Brieuc récupère Aurélien Balusson après une année d'arrêt ainsi que Miquel Sánchez venant de Saint-Sébastien-sur-Loire afin de compenser la perte de Guillaume Riou au profit d'Ergué-Gabéric.
Le Poiré-sur-Vie voit le Chilien Benjamin Puentes rejoindre ses rangs, mais se voit contraint de laisser Ruben Ferrer signer chez son voisin yonnais, mais Marc Salicru, recruteur du club, porte son attention vers la troisième division espagnole afin de parfaire son effectif. Le club perd Lilian Debrouver qui retourne à Lyon, et Stan Vankammelbecke qui quitte la première division pour la seconde en rejoignant Créhen. Nicolas Joguet et le Portugais Joao Ricardo, quittent la Roche-sur-Yon, pour les clubs du Poiré-sur-Vie et de Saint-Omer. Alors qu'ils avaient intégré l'équipe de Saint-Omer, Fabien Barengo et Marc Podevano décident tous deux de retourner dans leur précédent club, respectivement Noisy-le-Grand et Coutras. Albert Querol quitte également l'équipe de Saint-Omer, mais le club audomarois parvient à faire revenir Xavier Lourenço. Durant l'été, le club fait également revenir Fabien Barengo qui annule son départ. Afin de remplacer les départs de Toni Sero vers Coutras, Quévert recrute le nantais Matéo Avondo. Miquel Sánchez, ancien joueur d'Ergué-Gabéric, se rend à Saint-Brieuc. Romain Planque décide quant à lui d'arrêter son chemin avec Ploufragan.
Daniel Menendez, un gardien gaucher évoluant en Catalogne, signe à La Roche-sur-Yon. Il est rejoint par Nathan Gefflot qui, après avoir quitté le club vendéen pour participer au championnat espagnol à Lleida, décide de revenir à la Roche-sur-Yon. Son ancien coéquipier de Lleida, Armando Sanchès Diaz, se rend dans le club voisin du Poiré-sur-Vie. Le Poiré fait également coup double avec un autre espagnol du nom d'Aleix Borregan. Le Portugais Xavi Lourenço qui avait déjà connu le championnat de France, décide d'y retourner en tentant l'aventure avec le champion en titre, Saint-Omer, tandis que Quévert parvient à recruter l'argentin Martin Sebastien Montivero venant du championnat italien, de même que Julian Martinez Cristal,. Saint-Brieuc parvient à recruter deux Catalans, Otto Plaz Iglesias venant du club allemand de Cronenberg et Jesus Priego venant d'Igualada en Espagne.
Carlos Cantó du Poiré-sur-Vie décide de mettre un terme à sa participation au championnat français afin de rentrer en Espagne pour poursuivre ses études. Le club de Quévert voit trois de ses joueurs quitter le championnat français : Pablo Gonzales Ferrer est à destination du Portugal, Felipe Castro de l'Espagne et Joan Galbas de l'Italie. Le promu Saint-Brieuc perd son entraineur Rui Cova qui retourne au Portugal.

### Préparations et objectifs
Saint-Brieuc fait son retour en Nationale 1, après l'avoir quitté à l'issue de la saison 2015-2016. Le club a eu la particularité d'avoir été relégué deux années de suite. Rui Cova, l'ancien entraîneur de l'équipe, est parvenu en trois ans à faire remonter le club de la troisième division à la Nationale 1. Cependant il exprime des craintes concernant la capacité à trouver de nouveaux partenariats nécessaires au financement d'une équipe évoluant au plus haut-niveau. Dès avril 2020, des partenaires mettent en attente les versements prévus, c'est notamment le cas pour le club de la Vendéenne qui s'est pourtant qualifié en ligue européenne à la suite de sa seconde place. En réponse à ces problématiques, la municipalité de Saint-Omer décide de venir en aide à son club par un soutien de 40 000 euros. Mais en raison de la limitation du nombre de spectateurs à 140 dans sa salle au lieu d'une pleine capacité de 600 places, le club estime l'effort de la collectivité insuffisant. Selon son joueur Pol Corlay, le budget d'Ergué-Gabéric, club aux ambitions plus modestes que Saint-Omer, est cinq fois moins élevé que le champion de France. La situation financière de certains clubs est ainsi bouleversée lors de la pré-saison. Lors de la saison, les droits d'engagement d'une équipe s'élèvent à 2 000 euros et la participation aux frais d'arbitrage coûte 3 000 euros.
Dès fin avril 2020, le club de la Vendéenne parvient à terminer ses transferts. La reprise des entrainements se fait à partir du 24 août avec dix séances en cinq jours en vue de remporter la finale à quatre de la coupe de France auquel le club participe. Le 5 septembre, Nantes organise un tournoi en invitant La Vendéenne et Le Poiré-sur-Vie. L'équipe de Nationale 2 de Créhen, initialement prévue pour ce tournoi, n'a pu y participer en raison des normes sanitaires imposées par la Fédération qui limitent à trois le nombre d'équipes présentes lors d'un tournoi. Le Poiré-sur-Vie poursuit sa préparation par trois autres rencontres de nouveau contre Nantes, La Roche-sur-Yon, mais aussi l'équipe de Saint-Sébastien évoluant en Nationale 2. Les rencontres entre le Poiré et la Vendéenne se terminent à l'avantage du Poiré, mais la Vendéenne remporte le match retour devant 150 spectateurs par huit buts contre six. Ploufragan organise le tournoi Celtic Trophy « Monique Chanu » dans lequel évoluent deux autres équipes bretonnes de Nationale 1, Quévert et Ergué-Gabéric. Le tournoi réunit alors trois des quatre équipes bretonnes du championnat, à l'exception de Saint-Brieuc. Lors de ses sept matchs amicaux de préparation pour la saison, Quévert ne connait que la victoire.
Quévert vise le podium, voire la victoire en championnat et souhaite faire le meilleur parcours européen possible. L'équipe n'ayant pas été qualifiée en Ligue européenne, se fixe d'aller encore plus loin en coupe, second niveau européen. La Vendéenne est également prétendante pour les premières places selon ses adversaires en étant désigné comme un possible vainqueur. Selon le sélectionneur français Fabien Savreux, le Poiré-sur-Vie est un prétendant pour terminer dans les quatre premiers du championnat. Nantes et Ploufragan s'attendent à terminer ensemble dans le milieu du classement, bien que Ploufragan ait décidé de se consacrer seulement au championnat de France, en abandonnant la compétition européenne alors que le club s'est qualifié pour y participer. Saint-Brieuc, qui vient d'être promu, souhaite obtenir son maintien en Élite à la fin de la saison,. Ploufragan se fixe le même objectif.

## Saison

### Résumés des rencontres par journée

#### 1rejournée
Saint-Omer rencontre à domicile Ergué-Gabéric, l'un des deux promus. L'équipe nordiste qui souhaite faire oublier sa défaite lors de la finale de coupe, ne met que quatre minutes avant d'ouvrir le score par Jacobo Mantiñán. Par la suite, douze autre buts suivent mais aucun de Mathieu Le Roux qui est le seul joueur audomarois à ne pas marquer. Ergué réduit le score par deux fois avec un doublé de Benoit Fouliard,.
Une semaine après l'organisation de la Coupe de France, la salle du Croissant à Nantes reçoit Ploufragan,. Ploufragan a mené au score durant toute la rencontre, mais lors des dernières minutes du match les Nantais profitent de deux supériorités numériques à la suite de l'exclusion de joueurs visiteurs afin de marquer deux buts leur permettant d'égaliser à trois minutes du coup de sifflet final.
Le Poiré-sur-Vie, qui a obtenu sa première qualification à une compétition européenne, se rend à Lyon qui a terminé à la dernière place non relégable de la saison précédente. La nouvelle recrue du Poiré, Aleix Borregan, en mettant un triplé pour son premier match permet, en étant aidé des doublés d'Armando Sanchez et Carlos Lopez Alvarez, de lancer l'équipe vendéenne à l'occasion d'un match à l'extérieur.
Après sa défaite en demi-finale de la coupe de France, les Vendéens vice-champions de France se déplacent chez le promu Saint-Brieuc. Ils y retrouvent leur ancien entraineur, qui évolue désormais pour Saint-Brieuc. Aurélien Balusson, qui fait son retour sur les terrains de hockey, ne parvient pas à obtenir avec son équipe de point pour le championnat après une défaite par huit buts contre un,,.
Les salles sportives en Nouvelle-Aquitaine étant fermées pour des motifs sanitaires, la rencontre entre Coutras et Quévert est reportée ,, ainsi que le match de Mérignac contre Noisy.

#### 2ejournée
Bien qu'il ne s'agisse que de la 2e journée, le match entre Ergué-Gabéric et Saint-Brieuc est déjà important pour les deux promus afin d'assurer leur maintien en Nationale 1,,. L’enjeu étant important, les équipes sont prudentes en début de match, mais l'ouverture du score par Benoit Fouliard donne un avantage aux locaux. Bien que les Briochains parviennent à égaliser, Ergué-Gabéric finit par s'imposer,,.
Saint-Omer se rend à Ploufragan. Les Nordistes espèrent résoudre leur problème défensif face à une équipe qui leur pose des problèmes lorsqu'ils la rencontrent en Bretagne. Mais ils ont retrouvé Lourenço, redoutable lors des tirs au but, alors que le joueur ploufraganais David Abreu est suspendu. Saint-Omer confirme son rôle de favori en remportant le match avec notamment un doublé de Baieli,.
Ne pouvant organiser sa rencontre face à Nantes, Noisy-le-Grand se rend à Nantes afin de disputer son premier match de la saison après le report de la journée précédente. Le manque de réussite des joueurs nantais, qui ont presque tous eu l'occasion de tenter des penalties ou des coups francs directs, a profité aux Noiséens qui l'emportent par sept buts contre trois, à l'aide d'une performance de leur gardien.
Dinan-Quévert reçoit Lyon dans une salle ouverte au complet,. La recrue dinanaise, Matéo Avondo, affronte son club formateur créé par ses aïeux. Bien qu'ayant marqué dès la première minute par Montiveiro, Quévert ne parvient pas à prendre l'ascendant sur « une solide formation lyonnaise ». Cette dernière prend l'avantage à dix minutes du terme, mais un triplé donne la victoire aux Quevertois.
Bien que soumis à un calendrier incertain, La Vendéenne est en mesure d'accueillir Coutras. Devant un public d'environ 250 spectateurs, la presse souligne que Soria, le gardien yonnais, a réalisé une excellente prestation ayant perturbé des joueurs coutrillons au jeu agressif. Le triplé du vendéen Marcos Pinto permet à son équipe de remporter le match par six buts contre un.
Le match opposant le Poiré à Mérignac est reporté.

#### 3ejournée
Après une précieuse victoire, Ergué-Gabéric reçoit son voisin de Ploufragan qui n'a pas encore connu la victoire,,. Alors que Titouan Rousseau transforme les deux penalties qui sont accordés à Ploufragan, Benoit Fouliard à contrario manque les deux qui lui sont proposés pour le compte d'Ergué-Gabéric. Ploufragan ajoute deux nouveaux buts sur coup franc direct, et ne marque qu'un unique but dans le jeu,.
Victorieux de la finale de la Coupe de France face à Saint-Omer, les Noiséens retrouvent de nouveau les Audomarois qui depuis ont travaillé les « automatismes et la cohésion ». Après avoir eu une maitrise de la rencontre en menant par cinq buts contre aucun, les Parisiens se font remonter de trois buts en trois minutes. Un quatrième but nordiste dans la dernière minute ne leur permet pas d'accrocher le point de l'égalité.
Les Nantais reçoivent, au Croissant, les Genôts menés par Aleix Borregán, neveu de l'international espagnol Alberto Borregán. D'entrée de jeu, Sanchez lance les Vendéens par un doublé. La blessure de l'arbitre n'empêche pas Sanchez de marquer un troisième but. Les Nantais parviennent à réduire l'écart, à plusieurs reprises, mais pas suffisamment en laissant échapper la victoire par sept buts contre cinq.
Saint-Brieuc n'a pas encore connu la victoire depuis son retour en Nationale 1. L'équipe affronte les Girondins de Coutras,. Grâce à son expérience, Coutras prend l'avantage dès l'entame du match avec un but avec une balle à ras de terre et une autre déviée. Bien que l'équipe de Saint-Brieuc n'ait jamais été distancée en réduisant régulièrement l'écart, elle n'est pas parvenue à revenir au score,.
Le match entre Mérignac et Quévert est reporté, ainsi que celui opposant Lyon à La Vendéenne.

#### 4ejournée
Seulement deux rencontres ont pu se tenir lors de la 4e journée. La rencontre entre le Poiré-sur-Vie et Saint-Omer est reportée en raison de la contamination d'un joueur audomarois qui a conduit à la mise en isolement de l'équipe de Saint-Omer,. De même, pour la rencontre que devait organiser Ploufragan, les équipes se sont mises d'accord pour reporter le match à la suite de plusieurs cas contacts dans l'effectif de Saint-Brieuc. En revanche, le match de Noisy-le-Grand contre Ergué-Gabéric ne faisait pas l'objet d'une interdiction, mais simplement d'une restriction en raison de la mise en place d'un couvre-feu à Noisy. Cependant, conformément au règlement, le club breton a refusé que la rencontre soit avancée à 17 h 30 au lieu de 20 h 30.
Il faut attendre la 4e journée pour que Mérignac puisse jouer son premier match de la saison, face à La Vendéenne. Les Aquitains ont dû se rendre dans la salle de leur voisin Cestas afin de pouvoir s'entrainer et se préparer à cette rencontre. Le match accroché entre les deux formations tourne à l'avantage des Vendéens,.
Le second match à être disputé est celui opposant Dinan-Quévert au club nantais qui n'a pas encore connu la victoire lors de ses précédentes rencontres. Bien que les animations habituelles d'avant match aient été annulées et malgré la jauge limitant les spectateurs à 300, les quevertois parviennent à améliorer leur attaque qui avait été mise à mal face à Lyon. Les Bretons s'imposent aisément par dix buts d'écart,,.

#### Interruption de saison
La saison est marquée par des difficultés à organiser les rencontres en raison de la crise sanitaire avec cinq reports de match lors des trois premières journées. La mise en place d'un couvre-feu ne permet plus aux équipes non-professionnelles de s'entrainer. Les clubs connaissant des cas contacts n'ont plus la possibilité de s'entrainer, ni de disputer des rencontres. Au bout de quatre journées, seule l'équipe de Nantes a pu disputer tous ses matchs. À l'issue de la commission sportive de rink hockey qui s'est tenue le 19 octobre 2020, il est décidé de suspendre le championnat jusqu'à la fin du mois d'octobre. Les cinquième et sixième journées du championnat sont ainsi impactées par cette décision,. Une réunion de l'ensemble des présidents de club de Nationale 1 se tient une semaine plus tard, le 26 octobre, afin d'organiser la poursuite du championnat. Il est alors décidé de suspendre les rencontres jusqu'au 31 décembre 2020,. Cette décision est saluée par Fabien Savreux. Ce dernier estime qu'il n'est pas économiquement possible, en l'absence de spectateurs, de financer les déplacements des joueurs et de poursuivre le championnat. Le club de Quévert est contraint de lancer plusieurs opérations de livraisons de repas pour subvenir à ses besoins.
Les modalités de reprises du championnat ne sont pas décidées, afin de faire cohabiter le calendrier du championnat avec celui de la coupe de France et des compétitions européennes. En novembre 2020, certaines pistes sont évoquées pour pouvoir poursuivre le championnat comme celle de disputer plusieurs rencontres par week-end, selon que la saison soit d'une durée courte, moyenne ou longue. Afin de préparer la reprise du championnat, Quévert fait appel à un entraineur pour des préparations en visioconférence. Fabien Savreux, dirigeant de Saint-Omer qui est le club champion en titre de la compétition, émet l'hypothèse d'un championnat réduit entre les trois seules meilleures équipes mais celle-ci n'a pas été adoptée.
Durant la suspension du championnat, et à la suite des incertitudes relatives à la reprise du championnat, plusieurs clubs français voient certains de leurs joueurs les quitter pour rejoindre des championnats étrangers. Les championnats professionnels au Portugal, en Italie et en Espagne continuent leurs activités. Xavier Lourenço et João Ricardo, deux joueurs portugais de Saint-Omer choisissent de quitter le championnat français afin de rejoindre le championnat portugais, lequel se poursuit. À la suite du départ de trois joueurs étrangers du Poiré Roller, Alex Roca, Aleix Borregan et Armando Sanchez, l'entraineur Marc Salicru critique avec mépris la Fédération de rink hockey dans la presse. Le club de Coutras voit Marc Povedano rejoindre le Capellades HC, tandis que Marc Cuevas quitte Mérignac pour Vilanova.

### Classement de la saison
À la suite du discours présidentiel du 31 mars 2021, la fédération française décide par un communiqué de suspendre l'ensemble des compétitions séniors pour la saison 2020-2021,. La composition des championnats est gelée. Il n'y a aucun changement dans la composition des différents championnats quel que soit le niveau, de la Nationale 1 à la Nationale 3. Contrairement à la précédente saison qui avait également été interrompue avant son terme, pour la saison 2020-2021 aucun titre n'est attribué. Par ailleurs, les équipes qui se sont qualifiées en 2020-2021 pour des compétitions européennes, le sont également pour la saison suivante.
Dès l'annonce de la suspension, des incertitudes naissent pour la saison suivante concernant l'accès aux équipements sportifs qui ne sont alors pas disponibles, mais des espoirs sont émis au vu de l'évolution de la vaccination afin de reprendre la pratique éventuellement avec la mise en place du port du masque.
| Rang | Équipe              | Pts | J | G | N | P | Bp | Bc | Diff |
| ---- | ------------------- | --- | - | - | - | - | -- | -- | ---- |
| -    | LV La Roche-sur-Yon | 9   | 3 | 3 | 0 | 0 | 22 | 8  | +14  |
| -    | Poiré Roller        | 7   | 3 | 2 | 1 | 0 | 14 | 8  | +6   |
| -    | SCRA Saint-OmerT    | 6   | 3 | 2 | 0 | 1 | 22 | 8  | +14  |
| -    | HC Dinan-Quévert    | 6   | 2 | 2 | 0 | 0 | 17 | 5  | +12  |
| -    | CS Noisy-le-Grand   | 6   | 2 | 2 | 0 | 0 | 12 | 7  | +5   |
| -    | SPRS Ploufragan     | 4   | 3 | 1 | 1 | 1 | 9  | 9  | 0    |
| -    | US Coutras          | 3   | 2 | 1 | 0 | 1 | 7  | 9  | -2   |
| -    | AL Ergué-GabéricP   | 3   | 3 | 1 | 0 | 2 | 8  | 21 | -13  |
| -    | SA Mérignac         | 1   | 2 | 0 | 1 | 1 | 6  | 8  | -2   |
| -    | Nantes ARH          | 1   | 4 | 0 | 1 | 3 | 12 | 28 | -16  |
| -    | RHC Lyon            | 0   | 2 | 0 | 0 | 2 | 7  | 13 | -6   |
| -    | RAC Saint-BrieucP   | 0   | 3 | 0 | 0 | 3 | 7  | 19 | -12  |

|   | Qualification en Ligue européenne |
|   | Qualification en WS Europe Cup    |
| T | Tenant du titre                   |
| P | Promu                             |

| Clubs \ Journées    | 1 | 2  | 3  | 4  |
| ------------------- | - | -- | -- | -- |
| US Coutras          | - | 9  | 7  | 7  |
| AL Ergué-Gabéric    | 8 | 6  | 8  | 8  |
| RHC Lyon            | 6 | 10 | 10 | 11 |
| SA Mérignac         | - | -  | -  | 9  |
| Nantes ARH          | 4 | 7  | 9  | 11 |
| CS Noisy-le-Grand   | - | 3  | 4  | 5  |
| SPRS Ploufragan     | 4 | 8  | 5  | 6  |
| Poiré Roller        | 3 | 3  | 3  | 2  |
| HC Quévert          | - | 5  | 6  | 4  |
| LV La Roche-sur-Yon | 2 | 2  | 2  | 1  |
| RAC Saint-Brieuc    | 7 | 11 | 11 | 12 |
| SCRA Saint-Omer     | 1 | 1  | 1  | 3  |

### Meilleurs buteurs
Au moment de la suspension à partir de la 4e journée, le classement est mené par le français Erwan Debrouver qui déjà lors de la saison précédente était l'attaquant le plus prolifique de La Vendéenne en marquant sept buts en trois rencontres. Cinq joueurs sont parvenus à marquer cinq buts mais en seulement deux matchs : il s'agit des deux recrues espagnoles du Poirée-sur-Vie, de Frederico Balmaceda nouveau joueur à Lyon, ainsi que des deux joueurs argentins venant d'intégrer l'équipe de Quévert.
| Pl. | Nom                          | Club                | Buts | Matchs disputés |
| --- | ---------------------------- | ------------------- | ---- | --------------- |
| 1   | Erwan Debrouver              | LV La Roche-sur-Yon | 7    | 3               |
| 2   | Federico Balmaceda           | RHC Lyon            | 5    | 2               |
| -   | Julian Martinez Cristal      | HC Dinan-Quévert    | 5    | 2               |
| -   | Martin Sebastien Montivero   | HC Dinan-Quévert    | 5    | 2               |
| -   | Aleix Borregan               | Poiré Roller        | 5    | 2               |
| -   | Armando Sánchez Diaz         | Poiré Roller        | 5    | 2               |
| -   | Benoit Fouliard              | AL Ergué-Gabéric    | 5    | 3               |
| -   | Fabien Barengo               | SCRA Saint-Omer     | 5    | 3               |
| -   | Marcos Pinto                 | LV La Roche-sur-Yon | 5    | 3               |
| 10  | Jacobo Mantiñán              | SCRA Saint-Omer     | 4    | 3               |
| -   | Tom Mfuekani                 | LV La Roche-sur-Yon | 4    | 3               |
| -   | Joao Rodrigo Patricio Brilha | SPRS Ploufragan     | 4    | 3               |